# 天然氣公司

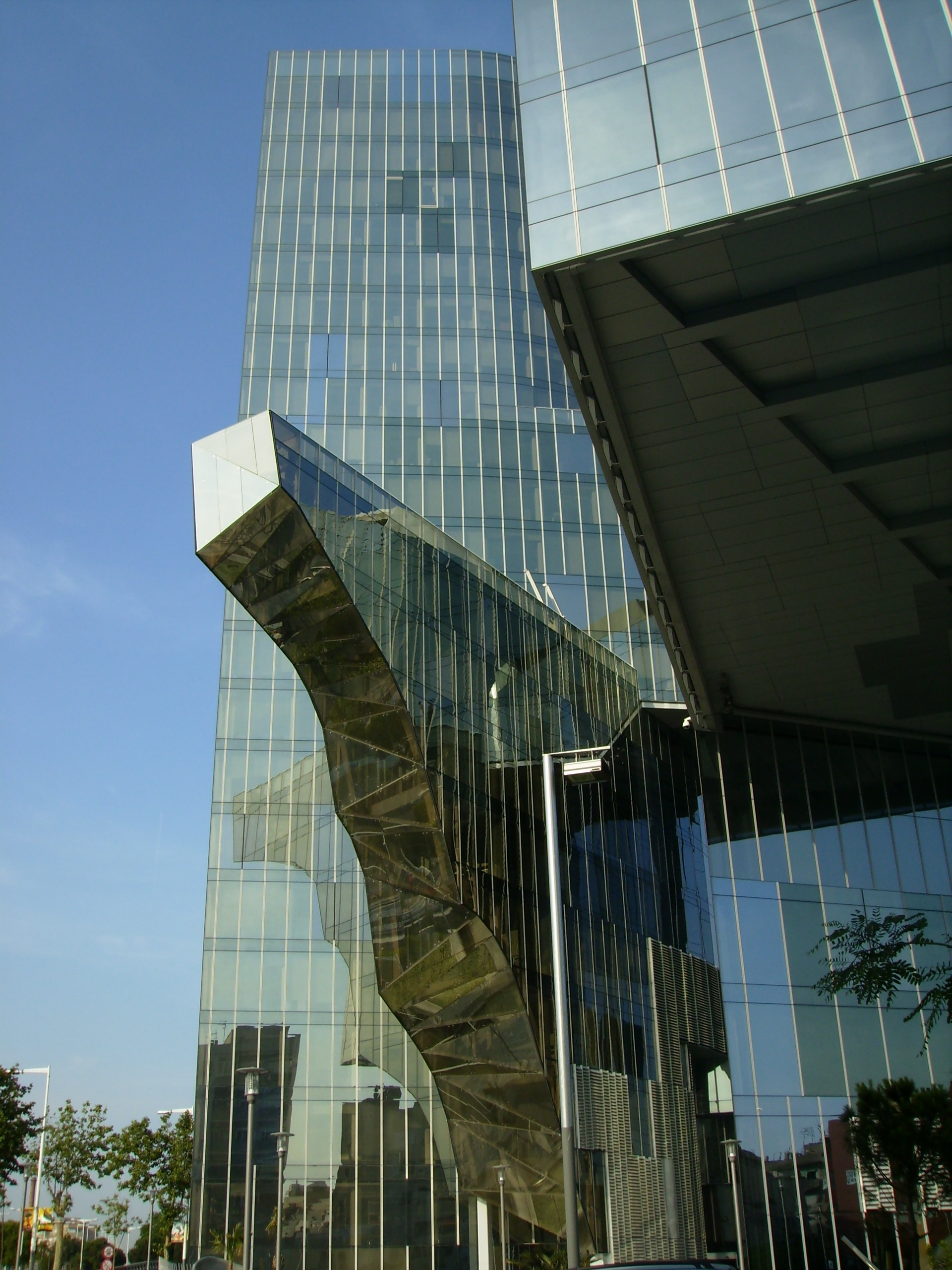
天然氣公司在巴塞羅那的辦公大樓

Naturgy（Naturgy Energy Group, S.A.）是一家總部位於西班牙馬德里的公司，主要為西班牙提供天然氣相關服務，但也為意大利、摩爾多瓦、摩洛哥及一些中南美洲國家提供服務。
2009年以168億歐元的價格收購能源公司費諾薩聯合集團。

## 外部連結
- 官方网站